# Декларация о государственной самостоятельности Сибири
Декларация о государственной самостоятельности Сибири — декларация независимости, принятая 4 (17) июля 1918 года Временным Сибирским правительством в Омске. Провозглашала переход всей власти на свободной от большевиков территории Сибири к сибирскому правительству.
Декларация констатировала, что российская государственность как таковая уже не существует, поскольку значительная часть российской территории оказалась захвачена центральными державами, а остальные земли контролируются "узурпаторами народоправства – большевиками". В связи с этим провозглашалось, что Временное Сибирское правительство совместно с Сибирской областной думой принимают на себя всю полноту власти в Сибири.
При этом декларация гласила:
Однако, Временное Сибирское Правительство полагает также совершенно необходимым объявить не менее торжественно, что оно не считает Сибирь навсегда оторвавшейся от тех территорий, которые в совокупности составляли Державу Российскую, и полагает, что все его усилия должны быть направлены к воссозданию Российской государственности.
Характер будущих взаимоотношений между Сибирью и Европейской Россией должен был быть определён Всесибирским и восстановленным Всероссийским Учредительными Собраниями.
По воспоминаниям Г. К. Гинса, к принятию декларации «…никто не отнесся с тем вниманием, которое, казалось, должно было вызвать появление на свет нового государства, и самое государство это исчезло так же незаметно, как и появилось».
Спустя почти четыре месяца после принятия "Декларации", 3 ноября 1918 года, Временное Сибирское правительство отменило её и совершило самороспуск в ходе централизации власти в руках Временного Всероссийского правительства.